# Banglades himnusza

A himnusz kottája

Az Amar Sonar Bangla Banglades himnusza.
1905-ben, amikor Bengália még brit uralom alatt állt, a híres indiai költő, Rabindranáth Tagore számos, a népdalokból vett költeményt írt. Ezek a dalok különösen a bengáli vándorénekesek dalai voltak. A himnusz alapjául szolgáló dal is ezek közül való.
Először 1907. augusztus 7-én a kalkuttai városházán adták elő egy Bengália felosztása ellen tiltakozó gyűlésen.
E mű első tíz sorát választotta 1971-ben a bangladesi kormány nemzeti himnusszá, a nemzetgyűlés pedig 1972. január 13-án fogadta el.
Rabindranáth Tagore (1861–1941):

## Bengáli nyelven
Ámár szonár Bánla 
Ámár szonár Bánla 

Ámi tomáj bhálobászi 

Csiradin tomár ákás, 

tomár bátász, ámár práne, 

O ma ámár práne, bádzsáj bánsi. 
 
Szonár Bánla, ámi tomáj bhálobászi. 

O ma, Phagune tor ámer bane ghráne 

págal kare, mari háj, háj re! 

O ma, Phagune tor ámer bane ghráne 

págal kare 

O ma, aghráne tor bhara 

ksete ámi ki dekhecshi 

ámi ki dekhecshi madhur hászi.

Szonár Bánla, ámi tomáj bhálobászi, 

Ki sobha, ki cshája go, ki szneha, 

Ki mája go, ki ancsal bicshájecsha 

bater múle, nadír kúle kúle. 

Ma, tor mukher báni ámár káne láge 

szudhár mato, mari háj, háj re. 

Ma, tor mukher báni ámár 

káne láge szudhár mato, 

Ma, tor badankháni malin hale, 

O ma, ámi najandzsale bhászi. 

Szonár Bánla, ámi tomáj bhálobászi. 

## Magyar fordítás
Én arany Bengáliám 
Én arany Bengáliám 

Szeretlek Tégedet 

Eged és levegőd zengi 

szívem dalát, 

Szívemben mintha fuvola szólna. 

Én Bengáliám, szeretlek Tégedet 

Ó Anyám, tavasszal mangóligetek 

illata bódít élvezettel, mámor! 

Ó anyám, ősszel virággal telt rizsmezőkön 

Édes mosolyod látom áradni széjjel. 

Ó mily szépség, mily árnyak, 

mily szeretet és gyengédség! 

Te paplant terítesz a fügefa 

lábához és a folyók partja mentén! 

Ó anyám, a szavak ajkadról 

Édesek mint nektár füleimnek 

Ó, mily mámor! 

Ha szomorúság ó Anyám 

borút vet arcodra, 

Szemein könnyel telnek meg. 

Én bengáliám szeretlek Téged. 